# Fruitcorso
Het Fruitcorso is een jaarlijks terugkerend evenement in de stad Tiel, in de Nederlandse provincie Gelderland. Het heeft 53 jaar lang steeds plaatsgevonden in het tweede weekend van september, hetzelfde weekend als het gratis popfestival Appelpop. In de jaren 2014-2024 vond het plaats in het derde weekend van september. Vanaf 2025 vindt het evenement plaats in het laatste weekend van september, met op zaterdag de grote optocht door de straten van Tiel. Op zondag en maandag worden de wagens tentoongesteld in de binnenstad. Het corso trekt jaarlijks 80.000 bezoekers. 
Achter het Fruitcorso gaat een jarenlange Betuwse traditie schuil, waarin een stoet van praalwagens centraal staat. Deze praalwagens, opgebouwd uit fruit, groenten en zaden, worden gebouwd door vrijwilligers in Tiel en verschillende dorpen in de Betuwe.
Duurzaamheid en het tegengaan van verspilling is een speerpunt van het Fruitcorso. Er wordt onder meer aandacht besteed aan het materiaalgebruik, zoals van zogenoemde 'buitenbeentjes', en de verwerkingsmogelijkheden na afloop van het evenement. Leerlingen van het Lingecollege ontwikkelden een duurzame lijm om de producten mee te bevestigen, zodat deze na het corso nog hergebruikt kunnen worden, onder meer bij de productie van meelwormen.

## Historie
De secretaris van de VVV Tiel e.o. lanceerde in 1954 het idee van een corso als goede methode om de streek te promoten, nadat hij in een Amsterdamse bioscoop een kleurrijke optocht van praalwagens met fruit in de Amerikaanse staat Florida had gezien. Het duurde nog tot 23 september 1961 voor het eerste corso gerealiseerd kon worden. Tegenvallende oogsten en het ontbreken van de benodigde financiële middelen vormden steeds een probleem.
Pas toen in 1960 twaalf "jongeren" uit industrie, horeca en middenstand het comité 4-Stromenland oprichtten met het doel de streek meer bekendheid te geven, kwam het corso echt van de grond. Negen dorpen uit de omgeving van Tiel maakten een praalwagen. Er kwamen circa 30.000 toeschouwers.
Sinds 2013 maakt het corso deel uit van de Nationale Inventaris Immaterieel Cultureel Erfgoed, een lijst van erkende, waardevol geachte Nederlandse tradities. Sinds datzelfde jaar is het corso live te volgen via het internet.
Sinds 2018 trekken de verlichte corsowagens ook op zaterdagavond door de stad, het zogenaamde Corso by night.
Sinds 2019 is Jochem van Gelder ambassadeur van het Fruitcorso.
In verband met de coronacrisis werden de edities van 2020 en 2021 afgelast. Door de preventieve maatregelen zouden veel clubs de wagens waarschijnlijk niet meer op tijd af krijgen. Daarnaast had de crisis enorme economische gevolgen, waardoor de financiële gezondheid van het Fruitcorso in het gedrang zou kunnen komen. De zestigste jubileumeditie werd verplaatst naar september 2022.
In 2022 reed voor het eerst een volledig recyclebare wagen mee. De producten voor de wagen  Fructus botanicus groeiden op de wagen en werden na afloop gedoneerd aan de Voedselbank. Het geraamte werd overgedragen aan de Tuinen van Appeltern om daar een centraal element te worden, begroeid met rozen en andere geurende bloemen.

## Kindercorso
Sinds 2000 maakt het Kindercorso deel uit van het Fruitcorso. De deelnemers zitten in groep 1 tot en met 8 van de basisschool en hebben de leeftijd van vier tot en met twaalf jaar. Zij bedenken en maken hun creaties thuis met hulp van ouders, buren of familie en beplakken eventueel onderdelen met zaden. Zij doen in drie groepen mee aan de grote optocht.

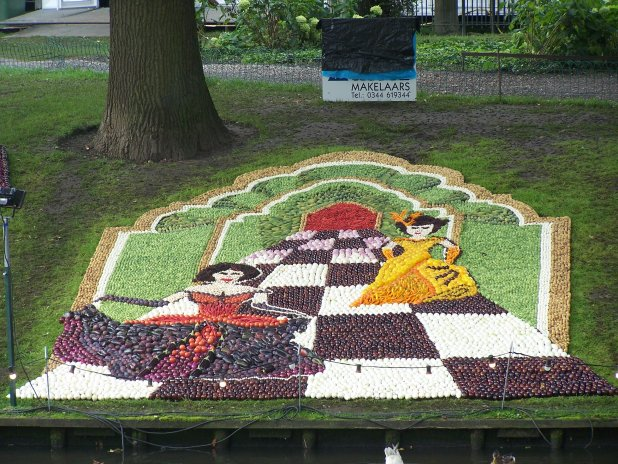
Fruitmozaïek

## Betuwse oogstweek
Het Fruitcorso is onderdeel van de Betuwse oogstweek. Deze wordt geopend met de onthulling van fruitmozaïeken langs de stadsgracht. De mozaïeken worden gemaakt door verschillende instellingen, zoals scholen en bedrijven. Hoogtepunt van de week is de grote optocht op zaterdag, met ongeveer twintig praalwagens. Er zijn praalwagens in twee categorieën: jeugdwagens en grote wagens. Na de optocht worden de praalwagens tentoongesteld, zodat het publiek ze op zondag en maandag nog rustig kan bekijken.
Tot 2001 was er tijdens het Fruitcorso een "fruitfair" op de Markt, waar producten werden verkocht die met fruit te maken hebben. In 2007 blies Stichting 4-Stromenland de fruitfair nieuw leven in en tot 2014 was deze te vinden op het Kalverbos. Vanaf 2015 was er een foodfestival op het Kalverbos, in 2022 en 2023 een streekproductenmarkt.

## Jury
De jurering vindt zaterdagochtend plaats in de tentoonstellingsruimte. Elke wagen wordt beoordeeld door vier clusters:
- vormgeving en gedurfdheid
- kleur
- productgebruik en afwerking
- algemeen

Ieder cluster maakt een rangschikking van wat het de meest passende uitslag vindt. Op basis van de rangschikkingen per cluster wordt een overzicht gemaakt van de ochtendjurering, die de juryleden met elkaar bespreken tijdens de lunch. Men spreekt elkaar aan op uitkomsten die sterk afwijken en polst elkaar of de uitkomsten kunnen leiden tot een rechtvaardige uitslag.
's Middags tijdens de optocht beoordelen de juryleden de corsowagens individueel. Dan wordt aan alle juryleden gevraagd de rangschikking op te stellen op basis van de algemene indruk gedurende de optocht. De corsowagen met de meeste punten krijgt de hoofdprijs, de "Lof van de jury", die tijdens de tweede ronde van de optocht wordt uitgereikt.

## Publieksprijs
Het Fruitcorso kent ook een publieksprijs. Voor aanvang van de optocht worden onder de bezoekers stembiljetten uitgedeeld. Het publiek kiest uit de grote wagens en uit de jeugdwagens zijn favorieten. De stembiljetten worden na de eerste ronde opgehaald. De winnaar van de publieksprijs wordt bekendgemaakt tijdens de prijsuitreiking op zondagmiddag.

## Winnaars
2005 - Buren
2006 - Buren
2007 - Buren
2008 - Buren
2009 - Culemborg
2010 - Zoelen
2011 - Drumpt
2012 - Buren
2013 - Tiel
2014 - Culemborg
2015 - Buren
2016 - Buren
2017 - Buren
2018 - Culemborg
2019 - Varik
2022 - Drumpt
2023 - Buren
2024 - Geldermalsen

## Fruitcorso in concert
In 2006 en 2007 organiseerde Stichting 4-Stromenland een nieuw evenement, het "Fruitcorso in concert". In een grote tent op de Waalkade, "Theater aan de Waal" genoemd, werden de ontwerpen voor het komende corso gepresenteerd. Een dag daarna vond in dezelfde tent een groot muziekfestijn plaats. De organisatie haalde in 2007 onder andere René Schuurmans en Jan Smit naar Tiel. Na twee jaar trok de organisatie de stekker uit het evenement en keerde de jaarlijkse presentatie van de ontwerpen terug naar haar oude locatie, de Tielse schouwburg Agnietenhof.
In 2022 organiseerde de stichting een concert van Wibi Soerjadi op een ponton in de stadsgracht bij het Kalverbos.

## Afbeeldingen

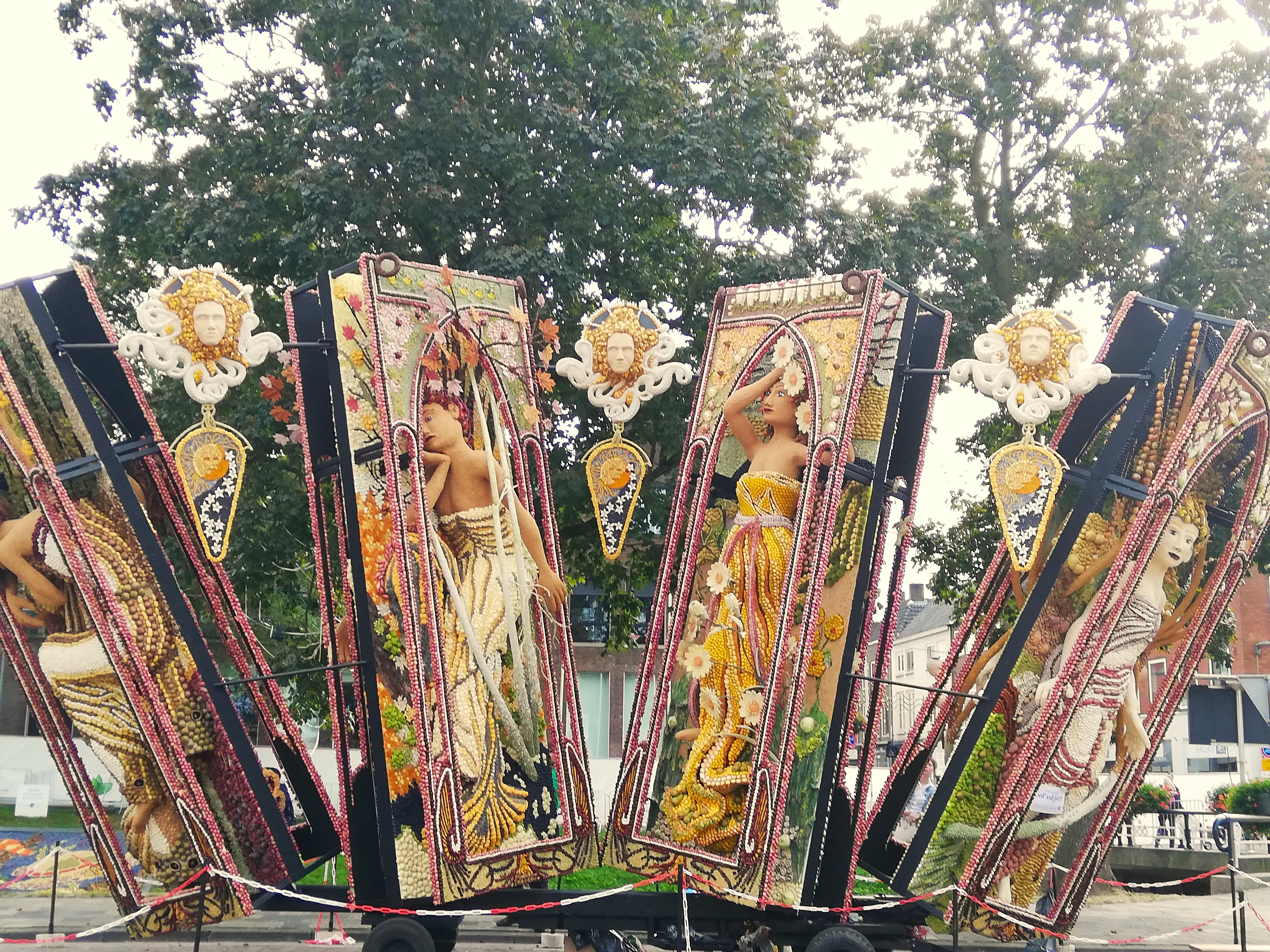
Wagen van Geldermalsen "Met de vier vouwen" (eerste prijs 2024)
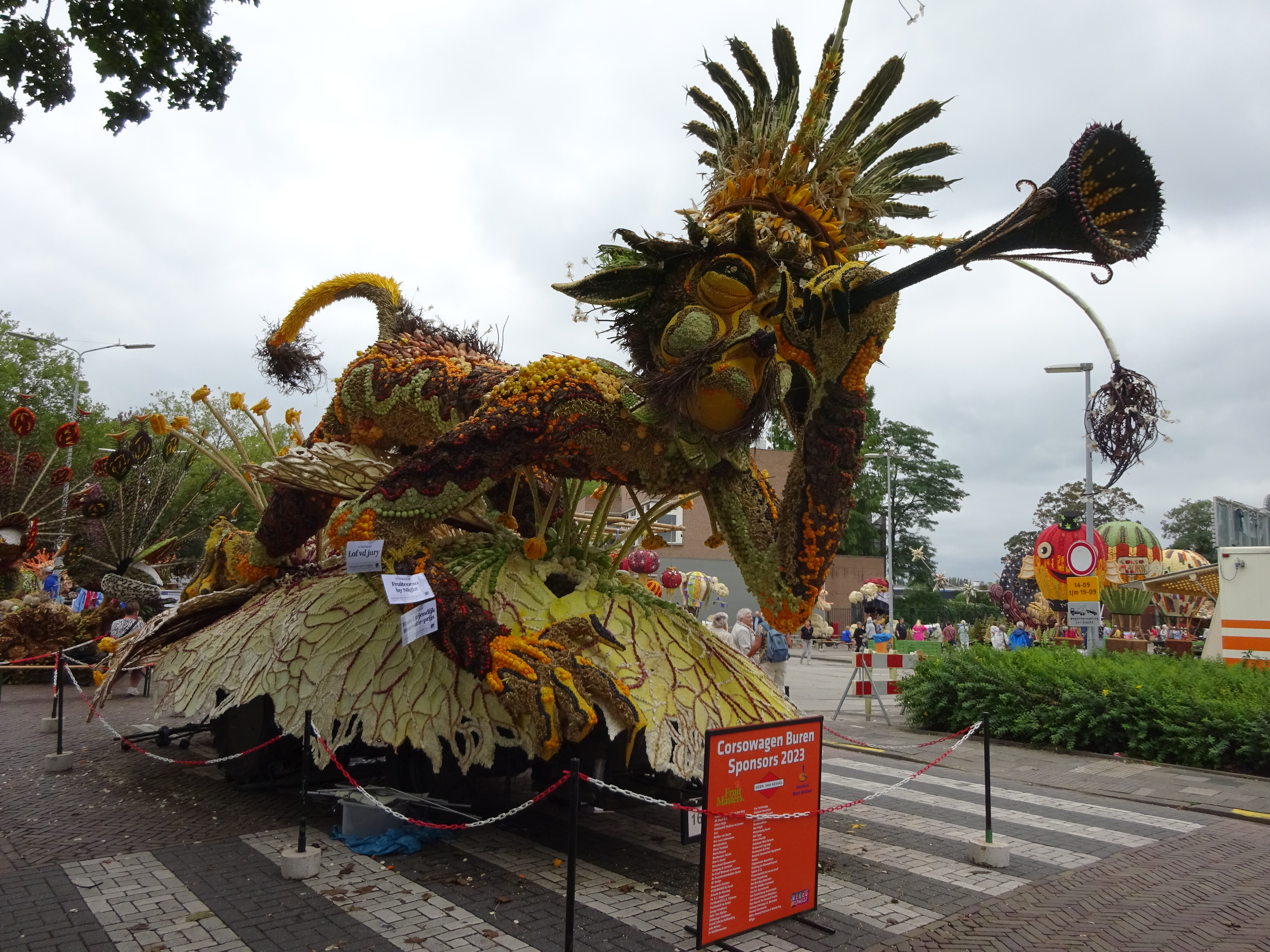
Wagen van Buren "De bestuiver" (eerste prijs grote wagens, lof van de jury, Teun Luyendijkprijs voor vernieuwing 2023)
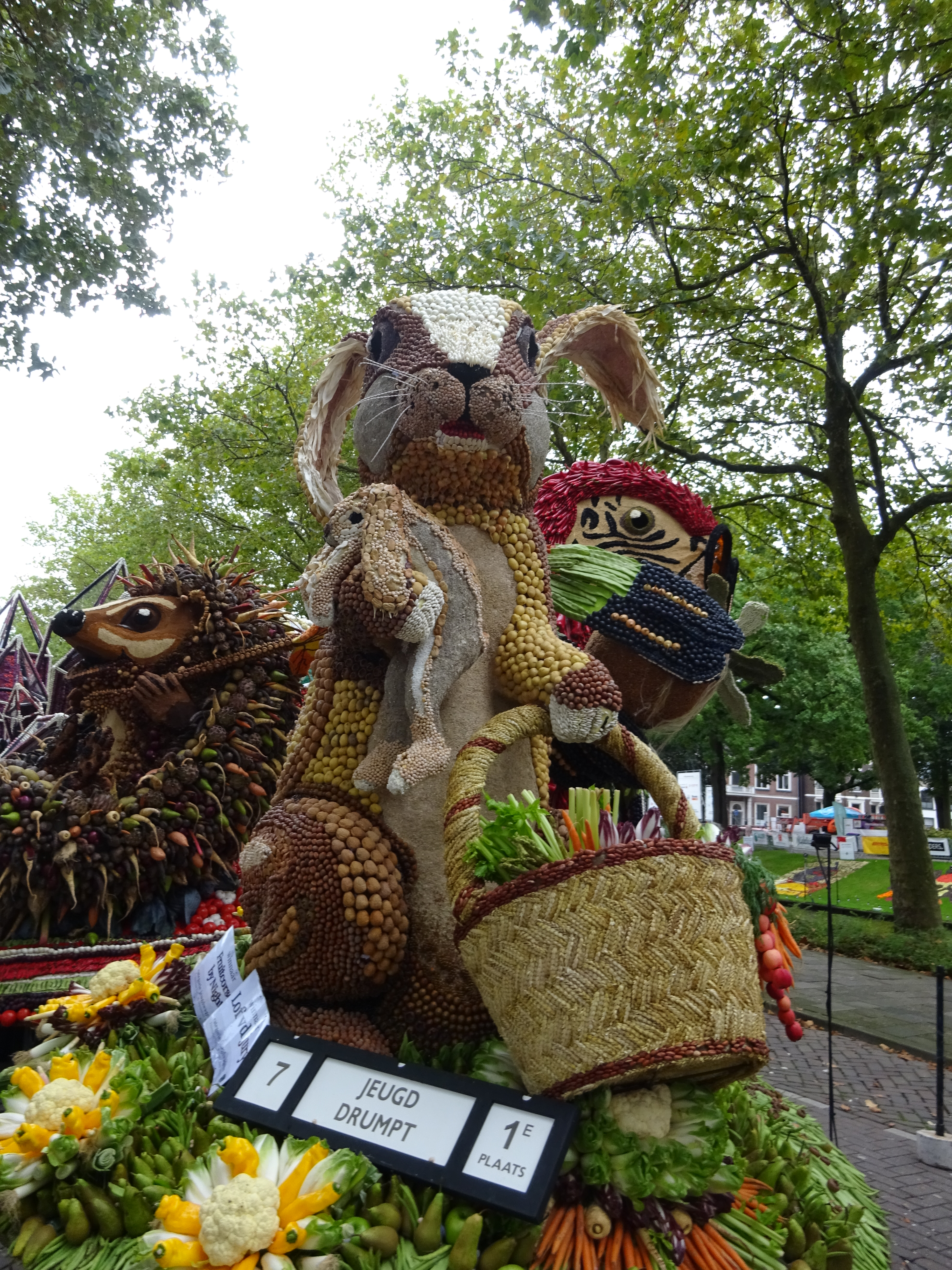
Wagen van Drumpt "Seizoenskriebels" (eerste prijs jeugdwagens 2023)
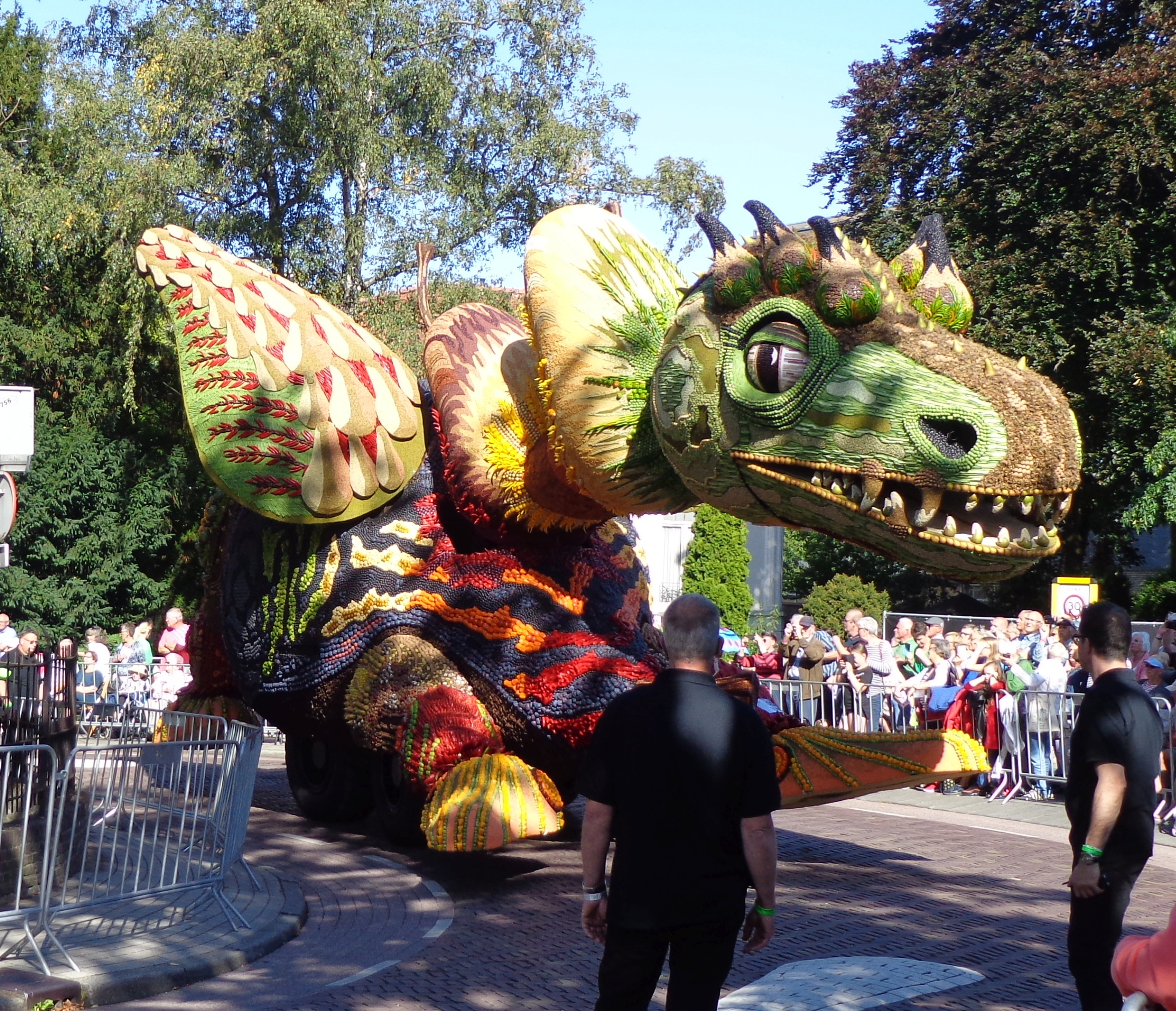
Wagen van Varik "Pero" (eerste prijs grote wagens, lof van de vakjury, publieksprijs, Teun Luyendijk-prijs voor vernieuwing en verlichtingsprijs 2019)
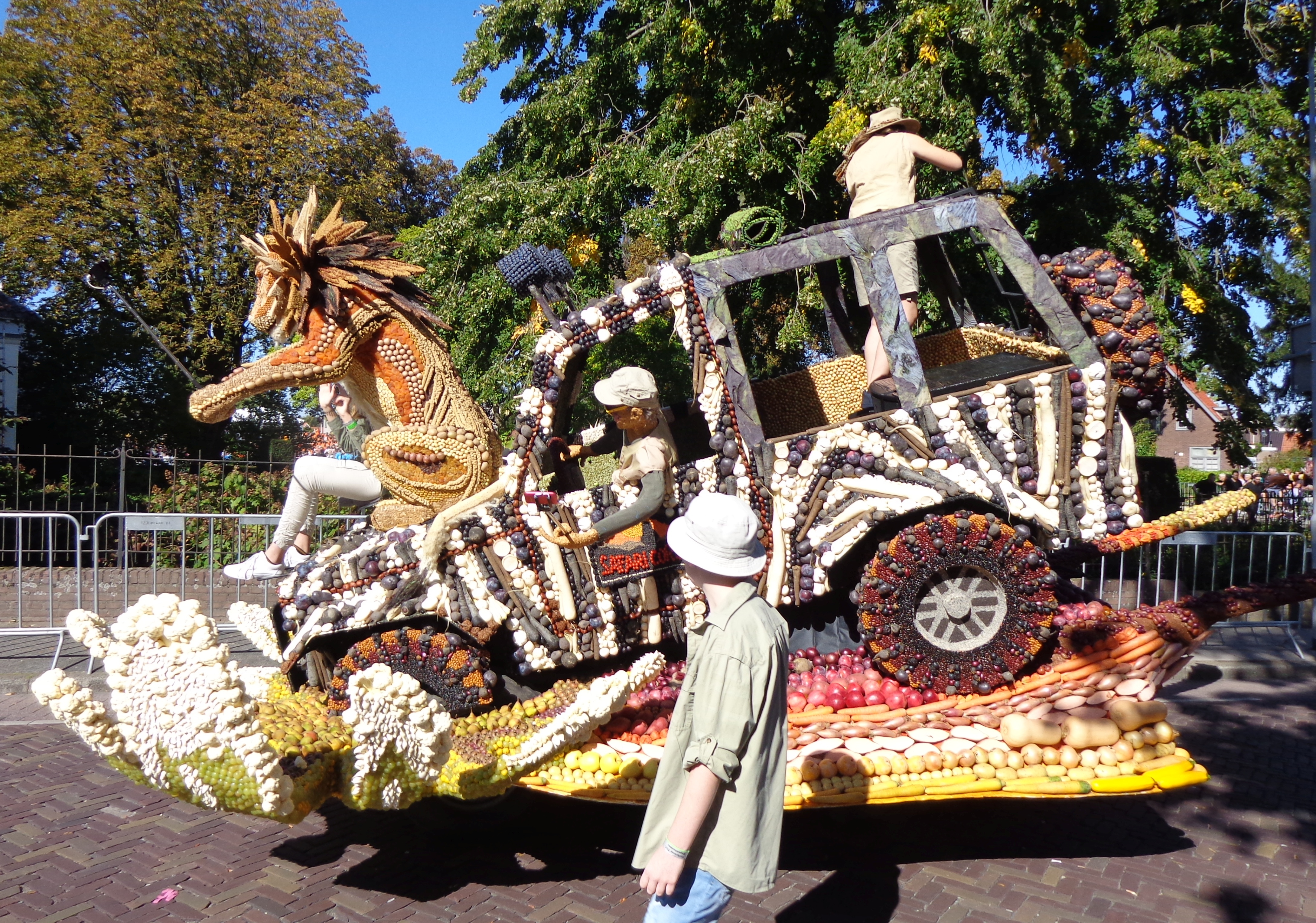
Wagen van Culemborg "#Safariselfie" (eerste prijs jeugdwagens 2019)
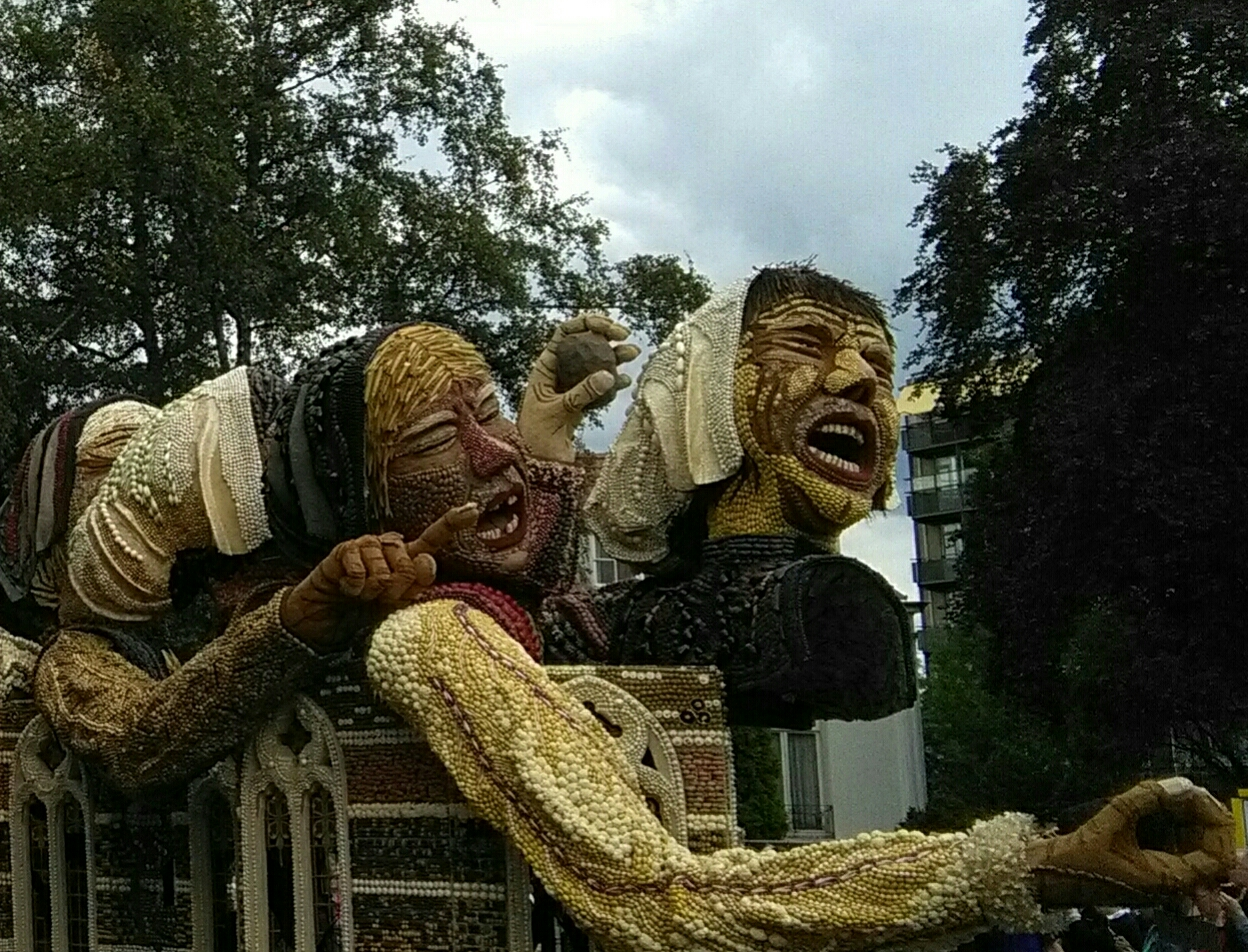
Detail van de wagen van Culemborg "Vrouwenopstand 1650" (eerste prijs grote wagens 2018)
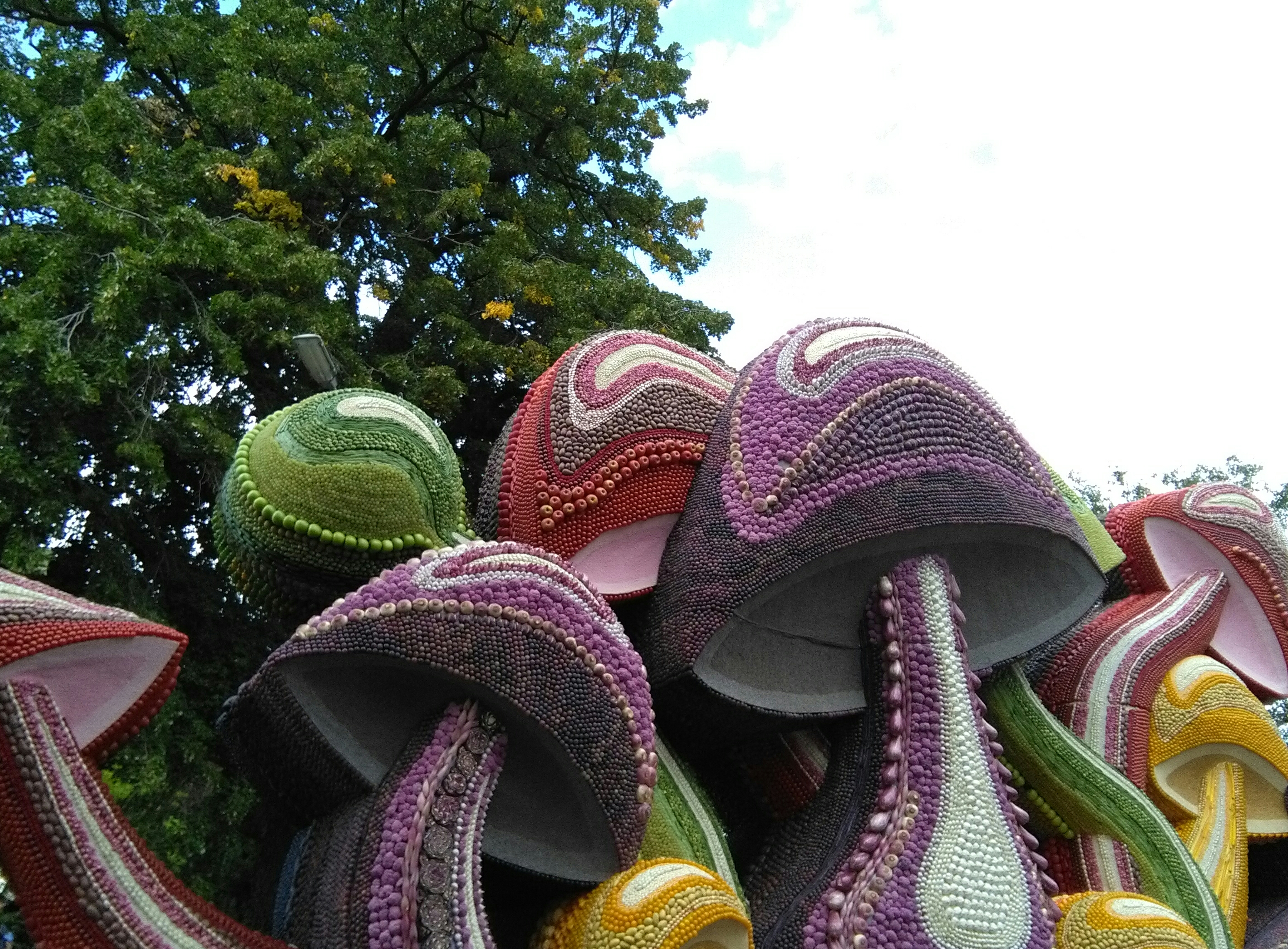
Detail van de wagen van West Maas en Waal "Paddo's" (tweede prijs grote wagens 2018)
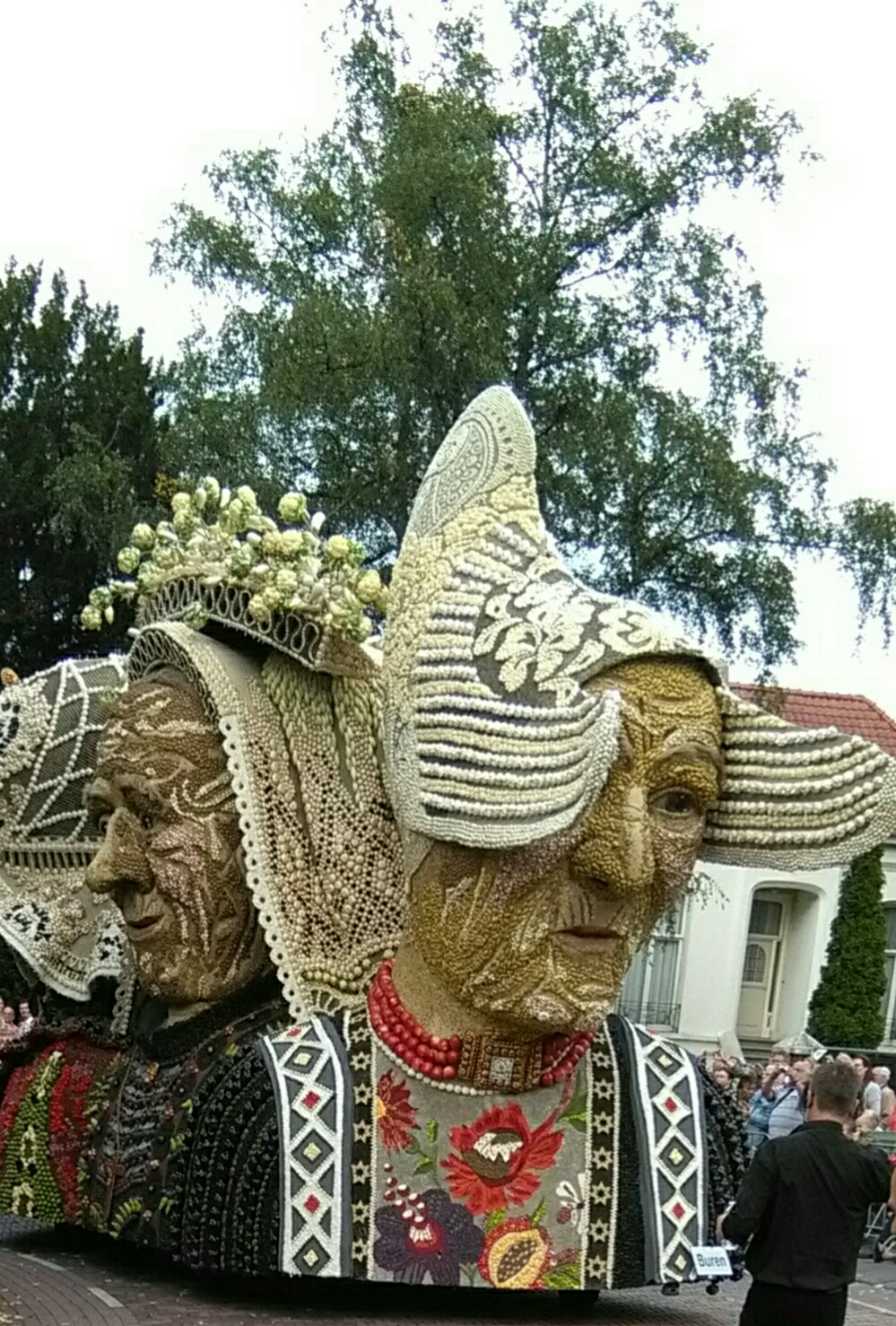
Detail van de wagen van Buren "Oude besjes" (publieksprijs grote wagens 2018)

## Deelnemers vanaf 1961
De onderstaande tabellen geven een overzicht van alle deelnemers vanaf 1961. De namen van de winnaars zijn onderstreept.
| 1961                 | 1962                 | 1963                 | 1964                 | 1965                 | 1966                 | 1967               | 1968               | 1969               | 1970                 |
| Grote wagens         | Grote wagens         | Grote wagens         | Grote wagens         | Grote wagens         | Grote wagens         | Grote wagens       | Grote wagens       | Grote wagens       | Grote wagens         |
| -------------------- | -------------------- | -------------------- | -------------------- | -------------------- | -------------------- | ------------------ | ------------------ | ------------------ | -------------------- |
|                      |                      |                      |                      |                      |                      |                    |                    |                    | Beesd-Deil           |
|                      | Beusichem-Zoelmond   | Beusichem-Zoelmond   | Beusichem-Zoelmond   | Beusichem-Zoelmond   | Beusichem-Zoelmond   | Beusichem-Zoelmond | Beusichem-Zoelmond | Beusichem-Zoelmond | Beusichem-Zoelmond   |
| Buren                | Buren                | Buren                | Buren                | Buren                | Buren                | Buren              | Buren              | Buren              | Buren                |
|                      |                      | Buurmalsen/Tricht    | Buurmalsen/Tricht    | Buurmalsen/Tricht    | Buurmalsen/Tricht    | Buurmalsen/Tricht  | Buurmalsen/Tricht  | Buurmalsen/Tricht  | Buurmalsen/Tricht    |
|                      | Dreumel              |                      |                      |                      |                      |                    |                    |                    |                      |
|                      |                      |                      | Drumpt               | Drumpt               | Drumpt               | Drumpt             | Drumpt             | Drumpt             | Drumpt               |
| Echteld              | Echteld              | Echteld              |                      | Echteld              | Echteld              | Echteld            | Echteld            | Echteld            | Echteld              |
| Geldermalsen         |                      | Geldermalsen         | Geldermalsen         | Geldermalsen         | Geldermalsen         | Geldermalsen       | Geldermalsen       | Geldermalsen       | Geldermalsen         |
| Ingen                | Ingen                | Ingen                | Ingen                | Ingen                | Ingen                | Ingen              | Ingen              | Ingen              | Ingen                |
|                      |                      | Kerk-Avezaath        | Kerk-Avezaath        | Kerk-Avezaath        | Kerk-Avezaath        | Kerk-Avezaath      | Kerk-Avezaath      | Kerk-Avezaath      | Kerk-Avezaath        |
|                      |                      |                      |                      |                      |                      |                    | Lienden/Ommeren    | Lienden/Ommeren    | Lienden/Ommeren      |
| Maas en Waal         | Maas en Waal         |                      |                      |                      |                      |                    | Maas en Waal       | Maas en Waal       | Maas en Waal         |
| Maurik               | Maurik               | Maurik               | Maurik               | Maurik               | Maurik               | Maurik             | Maurik             | Maurik             | Maurik               |
| Meteren              | Meteren              |                      |                      |                      |                      |                    |                    |                    |                      |
| Ophemert-Zennewijnen | Ophemert-Zennewijnen | Ophemert-Zennewijnen | Ophemert-Zennewijnen | Ophemert-Zennewijnen | Ophemert-Zennewijnen | Ophemert           | Ophemert           | Ophemert           | Ophemert-Zennewijnen |
| Varik/Heesselt       | Varik/Heesselt       | Varik/Heesselt       | Varik/Heesselt       | Varik/Heesselt       | Varik/Heesselt       | Varik              | Varik              | Varik/Heesselt     | Varik/Heesselt       |
| Wadenoijen           |                      | Wadenoijen           | Wadenoijen           | Wadenoijen           | Wadenoijen           |                    | Wadenoijen         |                    |                      |
|                      |                      |                      |                      |                      |                      |                    |                    |                    | Tiel                 |
| Zoelen               | Zoelen               | Zoelen               | Zoelen               | Zoelen               | Zoelen               | Zoelen             | Zoelen             | Zoelen             | Zoelen               |

| 1971                 | 1972               | 1973                 | 1973                              | 1974                 | 1974        | 1975                | 1975        | 1976              | 1976        |
| Grote wagens         | Grote wagens       | Grote wagens         | Jeugdwagens                       | Grote wagens         | Jeugdwagens | Grote wagens        | Jeugdwagens | Grote wagens      | Jeugdwagens |
| -------------------- | ------------------ | -------------------- | --------------------------------- | -------------------- | ----------- | ------------------- | ----------- | ----------------- | ----------- |
| Beesd-Deil           | Beesd-Deil         | Beesd-Deil           |                                   |                      |             |                     |             |                   |             |
|                      | Beusichem-Zoelmond | Beusichem-Zoelmond   |                                   |                      |             | Beusichem- Zoelmond |             | Beusichem         |             |
| Buren                | Buren              | Buren                | Buren                             | Buren                | Buren       | Buren               | Buren       | Buren             | Buren       |
| Buurmalsen/Tricht    | Buurmalsen/Tricht  | Buurmalsen/Tricht    |                                   | Buurmalsen/Tricht    |             | Buurmalsen/Tricht   |             | Buurmalsen/Tricht |             |
| Drumpt               | Drumpt             | Drumpt               |                                   | Drumpt               |             | Drumpt              |             | Drumpt            | Drumpt      |
| Echteld              | Echteld            |                      |                                   | Echteld              |             | Echteld             |             | Echteld           |             |
| Geldermalsen         | Geldermalsen       | Geldermalsen         |                                   |                      |             |                     |             |                   |             |
| Ingen                |                    |                      |                                   |                      |             |                     |             |                   |             |
| Kerk-Avezaath        | Kerk-Avezaath      | Kerk-Avezaath        |                                   | Kerk-Avezaath        |             | Kerk-Avezaath       |             | Kerk-Avezaath     |             |
| Lienden/Ommeren      | Lienden/Ommeren    | Lienden/Ommeren      |                                   | Lienden/Ommeren      |             | Lienden/Ommeren     |             | Lienden/Ommeren   |             |
| Maas en Waal         | Maas en Waal       |                      |                                   | Maas en Waal         |             | Maas en Waal        |             |                   |             |
| Maurik               |                    | Maurik               |                                   | Maurik               |             |                     |             |                   |             |
| Ophemert-Zennewijnen |                    | Ophemert-Zennewijnen |                                   | Ophemert-Zennewijnen |             |                     |             |                   |             |
|                      |                    |                      |                                   | Varik                |             | Varik/Heesselt      | Varik       | Varik             | Varik       |
| Tiel                 | Tiel               | Tiel                 | Tiel (Korfbalvereniging Tiel '72) | Tiel                 |             | Tiel                |             | Tiel              |             |
| Zoelen               | Zoelen             | Zoelen               |                                   | Zoelen               |             | Zoelen              |             | Zoelen            | Zoelen      |

| 1977              | 1977           | 1978          | 1978             | 1979              | 1979        | 1980              | 1980         | 1981              | 1981         |
| Grote wagens      | Jeugdwagens    | Grote wagens  | Jeugdwagens      | Grote wagens      | Jeugdwagens | Grote wagens      | Jeugdwagens  | Grote wagens      | Jeugdwagens  |
| ----------------- | -------------- | ------------- | ---------------- | ----------------- | ----------- | ----------------- | ------------ | ----------------- | ------------ |
| Beusichem         |                |               |                  |                   |             |                   |              |                   |              |
| Buren             | Buren          | Buren         | Buren            |                   |             | Buren             |              | Buren             | Buren        |
| Buurmalsen/Tricht |                |               |                  | Buurmalsen/Tricht |             | Buurmalsen/Tricht |              | Buurmalsen/Tricht |              |
|                   |                |               | De Batouwe, Tiel | De Batouwe, Tiel  |             |                   |              |                   |              |
| Drumpt            | Drumpt         | Drumpt        | Drumpt           | Drumpt            | Drumpt      | Drumpt            | Drumpt       | Drumpt            | Drumpt       |
| Echteld           |                | Echteld       |                  | Echteld           |             | Echteld           |              | Echteld           |              |
|                   |                | Geldermalsen  |                  | Geldermalsen      |             | Geldermalsen      | Geldermalsen | Geldermalsen      | Geldermalsen |
|                   |                | Ingen         |                  | Ingen             |             | Ingen             |              | Ingen             |              |
| Kerk-Avezaath     |                | Kerk-Avezaath |                  | Kerk-Avezaath     |             | Kerk-Avezaath     |              | Kerk-Avezaath     |              |
| Lienden/ Ommeren  |                |               |                  | Lienden/Ommeren   |             | Lienden/Ommeren   |              | Lienden/Ommeren   |              |
| Maurik            |                | Maurik        |                  | Maurik            |             | Maurik            |              | Maurik            |              |
| Varik/Heesselt    | Varik/Heesselt |               |                  |                   |             |                   |              |                   |              |
| Tiel              | Tiel           | Tiel          | Tiel             | Tiel              | Tiel        | Tiel              |              |                   |              |
| Zoelen            |                | Zoelen        |                  | Zoelen            |             | Zoelen            |              | Zoelen            | Zoelen       |

| 1982              | 1982         | 1983              | 1983         | 1984              | 1984         | 1985              | 1985         | 1986              | 1986         |
| Grote wagens      | Jeugdwagens  | Grote wagens      | Jeugdwagens  | Grote wagens      | Jeugdwagens  | Grote wagens      | Jeugdwagens  | Grote wagens      | Jeugdwagens  |
| ----------------- | ------------ | ----------------- | ------------ | ----------------- | ------------ | ----------------- | ------------ | ----------------- | ------------ |
| Buren             | Buren        | Buren             | Buren        | Buren             | Buren        | Buren             | Buren        | Buren             | Buren        |
| Buurmalsen/Tricht |              | Buurmalsen/Tricht |              | Buurmalsen/Tricht |              | Buurmalsen/Tricht |              | Buurmalsen/Tricht |              |
| Drumpt            | Drumpt       | Drumpt            | Drumpt       | Drumpt            | Drumpt       | Drumpt            | Drumpt       | Drumpt            | Drumpt       |
| Echteld           |              | Echteld           |              | Echteld           |              | Echteld           |              |                   |              |
| Geldermalsen      | Geldermalsen | Geldermalsen      | Geldermalsen | Geldermalsen      | Geldermalsen | Geldermalsen      | Geldermalsen | Geldermalsen      | Geldermalsen |
| Ingen             |              | Ingen             |              | Ingen             |              | Ingen             |              | Ingen             |              |
| Kerk-Avezaath     |              | Kerk-Avezaath     |              | Kerk-Avezaath     |              | Kerk-Avezaath     |              | Kerk-Avezaath     |              |
|                   |              |                   |              |                   |              |                   |              | Lienden/Ommeren   |              |
|                   |              |                   |              |                   |              | Maas en Waal      |              | West Maas en Waal |              |
| Maurik            |              | Maurik            |              | Maurik            |              | Maurik            |              | Maurik            |              |
| Tiel              |              | Tiel              |              | Tiel              |              | Tiel              | Tiel         | Tiel              | Tiel         |
| Zoelen            |              | Zoelen            |              | Zoelen            |              | Zoelen            |              | Zoelen            | Zoelen       |

| 1987              | 1987         | 1988            | 1988         | 1989            | 1989         | 1990            | 1990         | 1991            | 1991         |
| Grote wagens      | Jeugdwagens  | Grote wagens    | Jeugdwagens  | Grote wagens    | Jeugdwagens  | Grote wagens    | Jeugdwagens  | Grote wagens    | Jeugdwagens  |
| ----------------- | ------------ | --------------- | ------------ | --------------- | ------------ | --------------- | ------------ | --------------- | ------------ |
| Buren             | Buren        | Buren           | Buren        | Buren           | Buren        | Buren           |              | Buren           | Buren        |
|                   |              |                 |              |                 |              | Culemborg       |              | Culemborg       |              |
| Drumpt            | Drumpt       | Drumpt          | Drumpt       | Drumpt          | Drumpt       | Drumpt          | Drumpt       | Drumpt          | Drumpt       |
|                   |              |                 |              | Echteld         |              | Echteld         |              | Echteld         |              |
| Geldermalsen      | Geldermalsen | Geldermalsen    | Geldermalsen | Geldermalsen    | Geldermalsen | Geldermalsen    | Geldermalsen | Geldermalsen    | Geldermalsen |
| Ingen             |              | Ingen           |              | Ingen           |              | Ingen           |              | Ingen           |              |
| Kerk-Avezaath     |              | Kerk-Avezaath   |              | Kerk-Avezaath   |              | Kerk-Avezaath   |              | Kerk-Avezaath   |              |
| Lienden/Ommeren   |              | Lienden/Ommeren |              | Lienden/Ommeren |              | Lienden/Ommeren |              | Lienden/Ommeren |              |
| West Maas en Waal |              |                 |              |                 |              |                 |              |                 |              |
| Maurik            |              | Maurik          |              | Maurik          |              | Maurik          |              | Maurik          |              |
| Tiel              |              | Tiel            | Tiel         | Tiel            | Tiel         | Tiel            | Tiel         | Tiel            | Tiel         |
| Zoelen            |              | Zoelen          |              | Zoelen          |              | Zoelen          |              | Zoelen          | Zoelen       |

| 1992            | 1992         | 1993            | 1993         | 1994            | 1994         | 1995            | 1995         | 1996          | 1996         | 1996        |
| Grote wagens    | Jeugdwagens  | Grote wagens    | Jeugdwagens  | Grote wagens    | Jeugdwagens  | Grote wagens    | Jeugdwagens  | Grote wagens  | Jeugdwagens  | Miniwagens  |
| --------------- | ------------ | --------------- | ------------ | --------------- | ------------ | --------------- | ------------ | ------------- | ------------ | ----------- |
| Buren           | Buren        | Buren           | Buren        | Buren           | Buren        | Buren           | Buren        | Buren         | Buren        |             |
| Culemborg       |              | Culemborg       |              | Culemborg       |              | Culemborg       |              | Culemborg     |              |             |
| Drumpt          | Drumpt       | Drumpt          | Drumpt       | Drumpt          | Drumpt       | Drumpt          | Drumpt       | Drumpt        | Drumpt       |             |
| Echteld         | Geldermalsen | Echteld         | Geldermalsen | Echteld         | Geldermalsen | Echteld         | Geldermalsen | Echteld       | Geldermalsen |             |
| Geldermalsen    |              | Geldermalsen    |              | Geldermalsen    |              | Geldermalsen    |              | Geldermalsen  |              |             |
| Ingen           |              | Ingen           |              | Ingen           |              | Ingen           |              | Ingen         |              |             |
| Kerk-Avezaath   |              | Kerk-Avezaath   |              | Kerk-Avezaath   |              | Kerk-Avezaath   |              | Kerk-Avezaath |              |             |
| Lienden/Ommeren | Tiel         | Lienden/Ommeren | Tiel         | Lienden/Ommeren | Tiel         | Lienden/Ommeren | Tiel         |               | Tiel         |             |
| Maurik          |              | Maurik          |              | Maurik          |              | Maurik          |              | Maurik        |              |             |
| Tiel            |              | Tiel            |              | Tiel            |              | Tiel            |              | Tiel          |              | De Adamshof |
| Zoelen          |              | Zoelen          |              | Zoelen          |              | Zoelen          |              | Zoelen        |              | Zoelen      |

| 1997          | 1997         | 1997        | 1998          | 1998         | 1998        | 1999          | 1999         | 1999        | 2000            | 2000         | 2000       |
| Grote wagens  | Jeugdwagens  | Miniwagens  | Grote wagens  | Jeugdwagens  | Miniwagens  | Grote wagens  | Jeugdwagens  | Miniwagens  | Grote wagens    | Jeugdwagens  | Miniwagens |
| ------------- | ------------ | ----------- | ------------- | ------------ | ----------- | ------------- | ------------ | ----------- | --------------- | ------------ | ---------- |
| Buren         | Buren        |             | Buren         | Buren        |             | Buren         | Buren        |             | Buren           | Buren        |            |
|               |              | De Veluwe   |               |              | De Veluwe   |               |              | De Veluwe   |                 |              | De Veluwe  |
| Culemborg     |              | De Hoge Hof | Culemborg     |              | De Hoge Hof | Culemborg     |              | De Hoge Hof | Culemborg       |              |            |
| Drumpt        | Drumpt       |             | Drumpt        | Drumpt       |             | Drumpt        | Drumpt       |             | Drumpt          | Drumpt       |            |
| Echteld       |              |             | Echteld       |              |             | Echteld       |              |             | Echteld         |              |            |
| Geldermalsen  | Geldermalsen |             | Geldermalsen  | Geldermalsen |             | Geldermalsen  | Geldermalsen |             | Geldermalsen    | Geldermalsen |            |
| Ingen         |              |             | Ingen         |              |             | Ingen         |              |             | Ingen           |              |            |
| Kerk-Avezaath |              |             | Kerk-Avezaath |              |             | Kerk-Avezaath |              |             | Kerk-Avezaath   |              |            |
|               |              | De Waayer   |               |              | De Waayer   |               |              | De Waayer   | Lienden/Ommeren |              |            |
| Maurik        |              |             | Maurik        |              |             | Maurik        |              |             | Maurik          |              |            |
|               |              |             | Meteren       |              |             | Meteren       |              |             | Meteren         |              |            |
| Tiel          | Tiel         | De Adamshof | Tiel          | Tiel         |             | Tiel          | Tiel         | De Adamshof | Tiel            | Tiel         |            |
| Zoelen        |              |             | Zoelen        |              |             | Zoelen        |              |             | Zoelen          |              |            |

| 2001            | 2001         | 2001                 | 2002            | 2002         | 2002                 | 2003            | 2003        | 2003       | 2004            | 2004         | 2004       |
| Grote wagens    | Jeugdwagens  | Miniwagens           | Grote wagens    | Jeugdwagens  | Miniwagens           | Grote wagens    | Jeugdwagens | Miniwagens | Grote wagens    | Jeugdwagens  | Miniwagens |
| --------------- | ------------ | -------------------- | --------------- | ------------ | -------------------- | --------------- | ----------- | ---------- | --------------- | ------------ | ---------- |
| Buren           | Buren        |                      | Buren           | Buren        |                      | Buren           | Buren       |            | Buren           | Buren        |            |
|                 |              | De Veluwe            |                 |              | De Veluwe            |                 |             | De Veluwe  |                 |              | De Veluwe  |
| Culemborg       |              |                      | Culemborg       |              |                      | Culemborg       |             |            | Culemborg       |              |            |
| Drumpt          | Drumpt       |                      | Drumpt          | Drumpt       |                      | Drumpt          | Drumpt      | Drumpt     | Drumpt          | Drumpt       | Drumpt     |
| Echteld         |              |                      | Echteld         |              |                      | Echteld         |             |            | Echteld         |              |            |
| Geldermalsen    | Geldermalsen | Drumptse Dorpsstraat | Geldermalsen    | Geldermalsen | Drumptse Dorpsstraat | Geldermalsen    |             |            | Geldermalsen    | Geldermalsen |            |
| Ingen           |              | Fruitmasters         | Ingen           |              | Fruitmasters         | Ingen           |             |            | Ingen           |              |            |
| Kerk-Avezaath   |              |                      | Kerk-Avezaath   |              |                      | Kerk-Avezaath   |             |            | Kerk-Avezaath   |              |            |
| Lienden/Ommeren |              |                      | Lienden/Ommeren |              |                      | Lienden/Ommeren |             |            | Lienden/Ommeren |              |            |
| Maurik          |              |                      | Maurik          |              |                      | Maurik          |             |            | Maurik          |              |            |
| Meteren         |              |                      | Meteren         |              |                      | Meteren         |             |            | Meteren         |              |            |
| Neerijnen       |              |                      | Neerijnen       |              |                      | Neerijnen       |             |            | Neerijnen       |              |            |
| Tiel            | Tiel         |                      | Tiel            | Tiel         |                      | Tiel            | Tiel        | Tiel       | Tiel            | Tiel         | Tiel       |
| Zoelen          |              | Zoelen               | Zoelen          |              | Zoelen               | Zoelen          |             | Zoelen     | Zoelen          |              | Zoelen     |

| 2005            | 2005         | 2006                 | 2006                 | 2007                 | 2007                 | 2008                 | 2008              | 2008                  |
| Grote wagens    | Jeugdwagens  | Grote wagens         | Jeugdwagens          | Grote wagens         | Jeugdwagens          | Grote wagens         | Open Klasse       | Jeugdwagens           |
| --------------- | ------------ | -------------------- | -------------------- | -------------------- | -------------------- | -------------------- | ----------------- | --------------------- |
| Buren           | Buren        | Buren                |                      | Buren                |                      | Buren                | Buurmalsen/Tricht | Buren                 |
| Culemborg       |              | Culemborg            |                      | Culemborg            |                      | Culemborg            |                   |                       |
| Drumpt          | Drumpt       | Drumpt               | Drumpt               | Drumpt               | Drumpt               | Drumpt               |                   | Drumpt                |
| Echteld         |              | Echteld              |                      | Echteld              |                      | Echteld              |                   |                       |
| Geldermalsen    | Geldermalsen | Geldermalsen/Meteren | Geldermalsen/Meteren | Geldermalsen/Meteren | Geldermalsen/Meteren | Geldermalsen/Meteren |                   | Geldermalsen /Meteren |
| Ingen           |              | Ingen                |                      | Ingen                |                      | Ingen                |                   |                       |
| Kerk-Avezaath   |              | Kerk-Avezaath        |                      | Kerk-Avezaath        |                      | Kerk-Avezaath        |                   |                       |
| Lienden/Ommeren |              |                      |                      |                      |                      |                      |                   |                       |
| Maurik          |              |                      |                      | Maurik               |                      | Maurik               |                   |                       |
| Neerijnen       |              | Neerijnen            |                      | Neerijnen            |                      | Neerijnen            |                   |                       |
| Tiel            | Tiel         | Tiel                 | Tiel                 | Tiel                 | Tiel                 | Tiel                 |                   | Tiel                  |
| Zoelen          | Zoelen       | Zoelen               | Zoelen               | Zoelen               | Zoelen               | Zoelen               |                   | Zoelen                |

| 2009                 | 2009              | 2009                 | 2010          | 2010                 | 2010                 | 2011                 | 2011            | 2011                 | 2012                 | 2012                         |
| Grote wagens         | Open Klasse       | Jeugdwagens          | Grote wagens  | Open Klasse          | Jeugdwagens          | Grote wagens         | Open Klasse     | Jeugdwagens          | Grote wagens         | Jeugdwagens                  |
| -------------------- | ----------------- | -------------------- | ------------- | -------------------- | -------------------- | -------------------- | --------------- | -------------------- | -------------------- | ---------------------------- |
| Buren                |                   | Buren                | Buren         |                      | Buren                | Buren                |                 | Buren                | Buren                | Jeugd Buren                  |
|                      |                   | Buurmalsen/Tricht    |               | Buurmalsen/Tricht    | Buurmalsen/Tricht    |                      |                 | Buurmalsen/Tricht    |                      | Jeugd Buurmalsen - Tricht    |
| Culemborg            |                   |                      | Culemborg     |                      |                      | Culemborg            |                 |                      | Culemborg            |                              |
| Drumpt               |                   | Drumpt               | Drumpt        |                      | Drumpt               | Drumpt               |                 | Drumpt               | Drumpt               | Jeugd Drumpt                 |
| Echteld              |                   |                      | Echteld       |                      |                      | Echteld              |                 |                      | Echteld              |                              |
| Geldermalsen/Meteren |                   | Geldermalsen/Meteren |               | Geldermalsen/Meteren | Geldermalsen/Meteren | Geldermalsen/Meteren |                 | Geldermalsen/Meteren | Geldermalsen/Meteren | Jeugd Geldermalsen - Meteren |
| Ingen                |                   |                      | Ingen         |                      |                      | Ingen                |                 |                      | Ingen                |                              |
| Kerk-Avezaath        |                   |                      | Kerk-Avezaath |                      |                      | Kerk-Avezaath        |                 |                      | Kerk-Avezaath        |                              |
|                      |                   |                      |               |                      |                      |                      | Lienden/Ommeren |                      | Lienden/Ommeren      |                              |
|                      | West Maas en Waal |                      | Maas en Waal  |                      |                      | Maas en Waal         |                 |                      | Maas en Waal         |                              |
| Maurik               |                   |                      |               | Maurik               |                      | Maurik               |                 |                      | Maurik               |                              |
| Neerijnen            |                   |                      | Neerijnen     |                      |                      | Neerijnen            |                 |                      | Neerijnen            |                              |
|                      |                   |                      |               |                      |                      |                      |                 |                      |                      | Jeugd Passewaaij             |
| Tiel                 |                   | Tiel                 | Tiel          |                      | Tiel                 | Tiel                 |                 | Tiel                 | Tiel                 | Jeugd Tiel                   |
| Zoelen               |                   | Zoelen               | Zoelen        |                      | Zoelen               | Zoelen               |                 | Zoelen               | Zoelen               | Jeugd Zoelen                 |

| 2013                 | 2013                         | 2014            | 2014                      | 2015              | 2015                      | 2016              | 2016               | 2017              | 2017               |
| Grote wagens         | Jeugdwagens                  | Grote wagens    | Jeugdwagens               | Grote wagens      | Jeugdwagens               | Grote wagens      | Jeugdwagens        | Grote wagens      | Jeugdwagens        |
| -------------------- | ---------------------------- | --------------- | ------------------------- | ----------------- | ------------------------- | ----------------- | ------------------ | ----------------- | ------------------ |
| Buren                |                              | Buren           | Jeugd Buren               | Buren             |                           | Buren             |                    | Buren             |                    |
|                      | Jeugd Buurmalsen - Tricht    |                 | Jeugd Buurmalsen - Tricht | Buurmalsen/Tricht | Jeugd Buurmalsen - Tricht | Buurmalsen/Tricht |                    | Buurmalsen/Tricht |                    |
| Culemborg            |                              | Culemborg       |                           | Culemborg         | Jeugd Culemborg           | Culemborg         | Jeugd Culemborg    | Culemborg         | Jeugd Culemborg    |
| Drumpt               | Jeugd Drumpt                 | Drumpt          | Jeugd Drumpt              | Drumpt            | Jeugd Drumpt              | Drumpt            | Jeugd Drumpt       | Drumpt            | Jeugd Drumpt       |
| Echteld              |                              | Echteld         |                           | Echteld           |                           | Echteld           |                    | Echteld           |                    |
| Geldermalsen/Meteren | Jeugd Geldermalsen - Meteren | Geldermalsen    | Jeugd Geldermalsen        | Geldermalsen      | Jeugd Geldermalsen        | Geldermalsen      | Jeugd Geldermalsen | Geldermalsen      | Jeugd Geldermalsen |
| Ingen                |                              | Ingen           |                           | Ingen             |                           | Ingen             |                    | Ingen             |                    |
| Kerk-Avezaath        |                              | Kerk-Avezaath   |                           | Kerk-Avezaath     |                           | Kerk-Avezaath     |                    | Kerk-Avezaath     |                    |
| Lienden/Ommeren      |                              | Lienden/Ommeren |                           |                   |                           |                   |                    |                   |                    |
| Maas en Waal         |                              | Maas en Waal    |                           | Maas en Waal      |                           | Maas en Waal      |                    | Maas en Waal      |                    |
| Maurik               |                              | Maurik          |                           | Maurik            |                           | Maurik            |                    | Maurik            |                    |
| Neerijnen            |                              | Neerijnen       |                           | Neerijnen         |                           | Neerijnen         |                    | Neerijnen         |                    |
|                      | Jeugd Passewaaij             |                 | Jeugd Passewaaij          |                   | Jeugd Passewaaij          |                   | Jeugd Passewaaij   |                   | Jeugd Passewaaij   |
| Tiel                 | Jeugd Tiel                   | Tiel            | Jeugd Tiel                | Tiel              | Jeugd Tiel                | Tiel              | Jeugd Tiel         | Tiel              | Jeugd Tiel         |
| Zoelen               | Jeugd Zoelen                 | Zoelen          | Jeugd Zoelen              | Zoelen            | Jeugd Zoelen              | Zoelen            | Jeugd Zoelen       | Zoelen            | Jeugd Zoelen       |

| 2018              | 2018               | 2019              | 2019               | 2022              | 2022                | 2023              | 2023                | 2024              | 2024                |
| Grote wagens      | Jeugdwagens        | Grote wagens      | Jeugdwagens        | Grote wagens      | Jeugdwagens         | Grote wagens      | Jeugdwagens         | Grote wagens      | Jeugdwagens         |
| ----------------- | ------------------ | ----------------- | ------------------ | ----------------- | ------------------- | ----------------- | ------------------- | ----------------- | ------------------- |
| Buren             |                    | Buren             |                    | Buren             |                     | Buren             |                     | Buren             | Jeugd Buren         |
| Buurmalsen/Tricht |                    | Buurmalsen-Tricht |                    | Buurmalsen-Tricht |                     | Buurmalsen-Tricht |                     | Buurmalsen-Tricht |                     |
| Culemborg         | Jeugd Culemborg    | Culemborg         | Jeugd Culemborg    | Culemborg         |                     | Culemborg         |                     | Culemborg         |                     |
| Drumpt            | Jeugd Drumpt       | Drumpt            | Jeugd Drumpt       | Drumpt            | Jeugd Drumpt        | Drumpt            | Jeugd Drumpt        | Drumpt            | Jeugd Drumpt        |
| Echteld           |                    | Echteld           |                    | Echteld           |                     | Echteld           |                     | Echteld           |                     |
| Geldermalsen      | Jeugd Geldermalsen | Geldermalsen      | Jeugd Geldermalsen | Geldermalsen      | Jeugd Geldermalsen  | Geldermalsen      | Jeugd Geldermalsen  | Geldermalsen      | Jeugd Geldermalsen  |
| Kerk-Avezaath     |                    | Kerk-Avezaath     |                    |                   | Jeugd Kerk-Avezaath |                   | Jeugd Kerk-Avezaath |                   | Jeugd Kerk-Avezaath |
| Maas en Waal      |                    | Maas en Waal      |                    | Maas en Waal      |                     | Maas en Waal      |                     | Maas en Waal      |                     |
| Maurik            |                    | Maurik            |                    | Maurik            | Jeugd Maurik        | Maurik            | Jeugd Maurik        | Maurik            | Jeugd Maurik        |
| Neerijnen         |                    | Varik             |                    | Varik             |                     | Varik             |                     | Varik             |                     |
|                   | Jeugd Passewaaij   |                   | Jeugd Passewaaij   |                   | Jeugd Passewaaij    |                   | Jeugd Passewaaij    | Passewaaij        | Jeugd Passewaaij    |
| Tiel              | Jeugd Tiel         | Tiel              | Jeugd Tiel         | Tiel              | Jeugd Tiel          | Tiel              | Jeugd Tiel          | Tiel              | Jeugd Tiel          |
| Zoelen            | Jeugd Zoelen       | Zoelen            | Jeugd Zoelen       | Zoelen            | Jeugd Zoelen        | Zoelen            | Jeugd Zoelen        | Zoelen            | Jeugd Zoelen        |